# Яковлево (Выборгский район)
Яковлево (до 1948 — Мустамяки, фин. Mustamäki) — посёлок в Полянском сельском поселении Выборгского района Ленинградской области.

## Название
Финский топоним Мустамяки в переводе означает «Чёрная гора».
В 1948 году название железнодорожной станции было изменено на переводное — Черногорье. Однако комиссия по переименованиям изменила название станции на Горьковское, а пристанционному посёлку присвоила наименование Яковлево, образованное от фамилии погибшего воина.

## История
В 1877 году была построена железнодорожная платформа Мустамяки. Близ неё началось строительство дачного посёлка.
В 1913 году в посёлке была возведена православная Преображенская церковь.

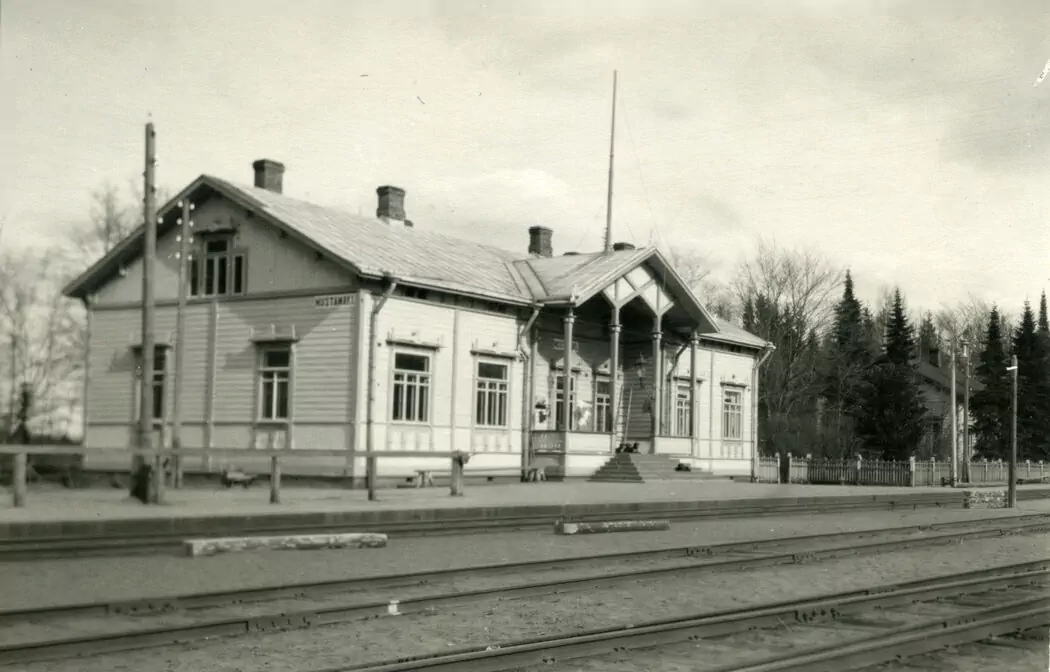
Станция Мустамяки. 1920 год

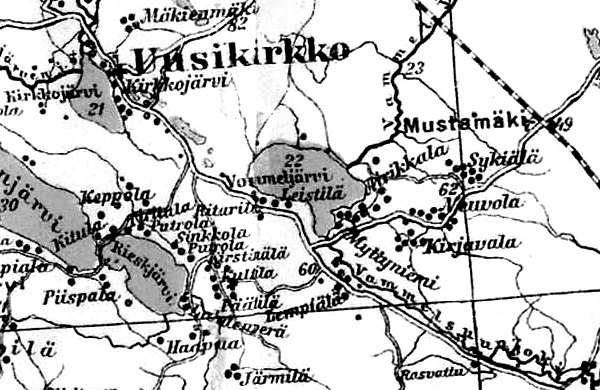
Посёлок Мустамяки и деревня Сюкияля на финской карте 1923 года

До 1939 года станционный посёлок Мустамяки входил в состав деревни Сюкияля волости Каннельярви Выборгской губернии Финляндской республики и насчитывал 85 дворов.
С 1 мая 1940 года по 30 сентября 1948 года — в составе Мустамякского сельсовета Каннельярвского (Райволовского) района.
С 1 июля 1941 года по 31 мая 1944 года — финская оккупация. Первыми послевоенными жителями посёлка стали железнодорожные рабочие и служащие.
С 1 октября 1948 года в составе Горьковского сельсовета Рощинского района.
С 1 января 1949 года учитывается административными данными как деревня Яковлево.
В 1958 году население деревни составляло 146 человек.
С 1 января 1961 года — в составе Полянского сельсовета.
С 1 февраля 1963 года — в составе Выборгского района.
Согласно административным данным 1966, 1973 и 1990 годов посёлок Яковлево входил в состав Полянского сельсовета.
В 1997 году в посёлке Яковлево Полянской волости проживали 99 человек, в 2002 году — 89 человек (русские — 92 %).
В 2007 году в посёлке Яковлево Полянского СП проживали 74 человека, в 2010 году — 81 человек.

## География
Посёлок расположен в южной части района на автодороге 41К-093 (Белокаменка — Лебяжье).
Расстояние до административного центра поселения — 18 км.
В посёлке расположена железнодорожная платформа Горьковское линии Санкт-Петербург — Выборг.

## Демография
| 2007 | 2010 | 2017 | 2021 |
| ---- | ---- | ---- | ---- |
| 74   | ↗81  | ↘68  | ↗176 |

## Известные жители
- Тимирязев, Василий Аркадьевич — русский литератор, журналист, театральный рецензент и переводчик-полиглот
- Брусянин, Василий Васильевич — русский писатель-беллетрист
- Бразоль, Юлия Николаевна — российская художница и скульптор
- Шухаев, Василий Иванович — русский и советский живописец, график, сценограф, педагог

## Улицы
Боровая, Горьковская, Дальний переулок, Дачная, Железнодорожная, Железнодорожный тупик, имени Зои Космодемьянской, имени Н. Яковлева, имени Олега Кошевого, Карьерная, Крайний проезд, Красноармейца Колосова, Лесная, Молодёжная, Новая, Совхозная, Солнечная, Сосновая, Спортивная, Средний проезд, проезд Строителей, Хвойная, Хуторская, Хуторской переулок.